# Петър Ебен
Петър Ѐбен (на чешки Petr Eben) е изтъкнат чешки композитор.
Автор на множество клавирни творби, сам той е изтъкнат органист. Сред произведенията му са опуси за цигулка, хор и др. Познат е в България предимно с камерното и вокалното си творчество.

## Биография
Израства в гр. Чески Крумлов (Южна Бохемия), възпитан е в католическа вяра. Учи да свири на пиано, виолончело, орган.
Като син на евреин е интерниран в Бухенвалд през 1944 г. След края на войната постъпва в Пражката музикална академия, учи при Павел Борковец (композиция) и Франтишек Раух (пиано).
От 1955 г. преподава в музикалното отделение на Карловия университет в Прага. От 1978 г. преподава композиция в Кралския северен музикален колеж в Манчестър. От 1990 г. е президент на фестивала „Пражка пролет“.
Синът му Марек Ебен (р. 18 декември 1957) е актьор, певец и популярен телевизионен водещ. Неговият племенник Лукаш Хурник (1967) е известен чешки композитор.